# Exetastes hastatus
Exetastes hastatus är en stekelart som beskrevs av Viktorov 1958. Exetastes hastatus ingår i släktet Exetastes och familjen brokparasitsteklar. Inga underarter finns listade i Catalogue of Life.